# Muston (Yorkshire du Nord)
Muston est un village et une paroisse civile du Yorkshire du Nord, en Angleterre.